# Ptilope de Marche
Ptilinopus marchei
Espèce
Statut de conservation UICN

 VU A2cd+3cd+4cd; C2a(i) : Vulnérable
Le Ptilope de Marche (Ptilinopus marchei) est une espèce d’oiseaux appartenant à la famille des Columbidae.
Son nom est en honneur du naturaliste et explorateur Alfred Antoine Marche (1844-1898).
Cet oiseau vit à travers les forêts de Luçon (Philippines).